# Antonio Oviedo
Antonio Oviedo Saldaña (Valencia de Alcántara, Cáceres, 22 de octubre de  1938 - 17 de mayo de 2022) fue un futbolista y entrenador de fútbol español. 

## Biografía

### Futbolista
Nacido en la localidad cacereña de Valencia de Alcántara, se incorporó al Atlético de Madrid con tan solo dieciocho años procedente del Zamora CF. En febrero de 1957, tras no jugar con el club, fichó por el Córdoba CF de Segunda División.
Hizo su debut profesional el 24 de febrero de 1957, comenzando y anotando el tercero tanto en una goleada de 5-0 al Cádiz CF. El 9 de junio, marcó cuatro goles en lel abultado marcador de 9-1 al Algeciras CF.
En enero de 1958, tras un breve paso por el Rayo Vallecano, fichó por el Sevilla FC. Hizo su debut en la competición liguera el 9 de febrero, con una derrota fuera de casa por 2-5 ante el Atlético de Bilbao.
En el verano de 1959, tras una temporada en la que apenas jugó, se incorporó al RCD Mallorca. Anotó seis goles en su primera temporada, en la que los bermellones lograron el ascenso a la Primera División.
En 1963, el club mallorquín descendió a Segunda División, y fichó por el Elche CF que jugaba en Primera División. Dejó el club en 1966, y tras sucesivas etapas en el Granada CF y el Levante UD se retiró en 1968, con sólo veintinueve años, por una lesión en la rodilla.

### Entrenador
Empezó a entrenar con el modesto CD Margaritense. Tras su paso por la UD Poblense y el CD Atlético Baleares, fue nombrado entrenador del RCD Mallorca en 1979; con el lateral de Tercera División, logró dos ascensos consecutivos y llevó al club de vuelta al segundo nivel tras una ausencia de seis años.
Tras ser destituido en diciembre de 1981, volvió a sus clubes anteriores Poblense y Atlético Baleares. En agosto de 1986 fue nombrado gerente del CP Almería.
En el verano de 1993 fue designado al frente del recién ascendido Mármol Macael CD, pero fue despedido en enero del año siguiente.
Antonio Oviedo tuvo seis hijos: Antonio, Gabriel, Fausto, Begoña, Jorge y Pablo Oviedo.